# Mieczysław Jakubowski (przedsiębiorca)
Mieczysław Aleksander Jakubowski (ur. 1934) – polski rzemieślnik i przedsiębiorca, działacz społeczny i polityczny.

## Życiorys
Z wykształcenia jest ekonomistą. Od 1959 prowadził własną działalność gospodarczą. Działał w samorządzie rzemieślniczym, będąc m.in. wiceprzewodniczącym Krajowej Rady Rzemiosła oraz przewodniczącym Międzywojewódzkiej Izby Rzemieślniczej. Brał udział w obradach Okrągłego Stołu w zespole do spraw pluralizmu związkowego. W 1989 bez powodzenia ubiegał się o mandat poselski jako jeden z 3 przedstawicieli SD na liście krajowej. W latach 1989–1991 wiceprzewodniczący CK SD oraz członek jego Prezydium i wiceprzewodniczący (od lutego 1990). 
W wyborach z 1997 ubiegał się o mandat poselski z ramienia Krajowej Partii Emerytów i Rencistów. Obecnie jest prezesem Warszawskiej Izby Gospodarczej.